# 2010年4月英國

## 4月30日
- 繼ITV和天空新聞台後，BBC昨晚在伯明翰大學舉辦最後一場2010年英國大選電視辯論，平均有840萬人收看節目，最高峰時有910萬人收看。節目後的即時民調反映保守黨黨魁大衛·卡梅倫表現最佳、工黨黨魁白高敦被卡梅倫和自由民主黨黨魁尼克·克萊格連番質問，表現最差。而各大最新民調仍顯示三大黨支持度接近，以保守黨取得些微優勢，執政工黨則繼續排行第三，分析指英國5月6日大選後很可能出現聯合政府。BBC （页面存档备份，存于）
- 有調查發現雖然英國近40年來的壯年死亡率減少接近一半，但數字仍然高於一般富裕國家，其中婦女的壯年死亡率更與斯洛文尼亞和阿爾巴尼亞等較落後地區看齊。BBC （页面存档备份，存于）

## 4月29日
- 英揆白高敦昨日的失言事件嚴重打擊工黨的競選部署，白高敦今日原訂前往伯明翰，為晚上第三場大選電視辯論作準備，但他臨時更改行程返回羅奇代爾，拜訪作昨日他稱為「偏執大嬸」的婦人家中，作鄭重道歉。泰晤士報 （页面存档备份，存于）
- 有機構錄得英國樓價通漲率在2010年4月升至百分之10.5，是自2007年6月以來首次錄得雙位數增長，但有分析估計樓價會在今年稍後時間回落。BBC （页面存档备份，存于）

## 4月28日
- 英揆白高敦到訪大曼徹斯特羅奇代爾（Rochdale）展開競選活動，離開時被一名工黨女支持者質問入境政策等議題，白高敦雖然禮貌地作出回應，但在登上座駕後即私下批評那名支持者是「偏執大嬸」（bigoted woman）。白高敦因為忘記摘下身上的微型麥克風，結果言論被傳媒播出，引起爭議，他已致電該名支持者親自道歉。泰晤士報[]、BBC （页面存档备份，存于）、Sky News （页面存档备份，存于）
- 死因庭就著名時裝設計師亞歷山大·麥昆就本年2月11日自殺一案作結，指他生前承受鉅大壓力，再加上受喪母打擊而產生輕生念頭。死因庭又指他自殺前曾同時服食可卡因、鎮定劑和安眠藥。BBC （页面存档备份，存于）

## 4月27日
- 有中國傢俱生產商為沙發塗上有毒化學物質富馬酸二甲酯，再入口英國，導致大約1,500名使用者出現不同程度的敏感和燒傷症狀，高等法院裁定生產商要向各受害人賠償共2,000萬英鎊。泰晤士報[]
- 距離大選尚有九日，三大黨陷入混戰，並就家庭和治安事務互相批評，而各大民意調查均顯示三大黨無一能在大選取得優勢，意味大選後很有機會出現聯合政府。BBC （页面存档备份，存于）

## 4月26日
- 英國駐也門大使在首都薩那前往大使館途中，遭受自殺式炸彈襲擊，大使沒有受傷，事後大使館暫停對外開放。初步未有組織承認責任，但相信與活躍當地的阿蓋達有關。BBC （页面存档备份，存于）
- 消息指工黨內部因支持度下滑而陷入分裂，內政大臣莊翰生已有意在大選後尋求與自民黨籌組聯合內閣的可能。泰晤士報 （页面存档备份，存于）

## 4月25日
- 著名作家艾倫·西利托在倫敦一所醫院病逝，終年82歲。西利托是1950年代其中一位被稱為「憤怒青年」的作家，著有多部以勞工階層生活為題材的暢銷小說。BBC （页面存档备份，存于）
- 自民黨黨魁尼克·克萊格接受BBC訪問，被問及自民黨和工黨籌組聯合政府的可能時，克萊格強調如果工黨在大選只得第三，沒有理由讓工黨人士出任首相。泰晤士報[]、BBC （页面存档备份，存于）

## 4月24日
- 德比郡巴克斯頓一座民宅在周五晚上起火，大火燒通一樓屋頂，屋內23歲女戶主與其八個月大嬰兒成功逃出屋外，兩人被燒傷送院，但屋內另外兩名分別五歲大女童和兩歲大男童喪生。警方初步拘捕一名涉嫌縱火的17歲男子協助調查。泰晤士報[]
- 雖然來自冰島的火山灰已經減退，但全球仍約有數萬名英國旅客滯留各地機場，英國航空和其他主要航空公司呼籲，在5月2日或以前訂了長途客機機票的人士，可自願將機票優先讓予滯留人士，並可重新訂約至少七日後的機票，航空公司將不另收費。BBC （页面存档备份，存于）

## 4月23日
- 昨日由天空新聞台主辦的第二論大選電視辯論約有400萬人收看，數目比ITV舉辦的電視辯論顯著減少。今次辯論集中討論環球議題，包括歐洲事務、氣候變化、稅制和核武等各大範疇。BBC （页面存档备份，存于）
- 政府最新數字反映，全國經濟在2010年1月至3月錄得百分之0.2增長，增幅比早前預料的低。保守黨認為數字令人失望，強調英國需要新的政府上台；但工黨則反駁數字反映經濟正在復甦。BBC （页面存档备份，存于）

## 4月22日
- 英國三大黨黨魁即將出席大選第二場電視辯論，今次辯論由天空新聞台在布里斯托舉行，民望急升的自由民主黨黨魁尼克·克萊格在辯論前夕被保守黨指控曾經不當收受捐獻，但自由民主黨和工黨齊聲批評這是保守黨的抹黑技倆。BBC （页面存档备份，存于）
- 政府公佈2009年至2010年財政年度合共向外借入1,634億英鎊，雖然比財相戴理德在去年4月時預計的1,665億英鎊稍低，但卻是太平時期最高的年度紀錄，款項佔上GDP百分之11.6。現時政府合共向外借入8,900億英鎊，佔GDP百分之62。BBC （页面存档备份，存于）

## 4月21日
- 英女皇伊利沙伯二世渡過其84歲壽辰，皇家騎炮兵團暨英皇部隊在倫敦鳴槍41響致意，而溫莎堡特別展出多幅英女皇只有數個月大時拍攝的珍貴照片，展覽將開放至明年2月6日。BBC （页面存档备份，存于）、每日電訊報 （页面存档备份，存于）
- 政府最新數字顯示，英國失業人數由2009年12月至2010年2月三個月間上升43,000人至250萬人，是1994年以來最高，而失業率則維持在百分之8，亦是1996年以來最高。BBC （页面存档备份，存于）
- 經過六日封鎖後，英國領空在星期二晚解除封鎖，隨著火山灰減弱，航班逐漸重開，但鑑於海外各地仍有大批英國旅客滯留，預料疏導需時，航班安排可能要數星期後才恢復正常。BBC （页面存档备份，存于）

## 4月20日
- 隨著火山灰減弱，紐卡素以北的機場獲准短暫重開至本星期三夏令時間上午一時，另外往返歐洲、北美洲、中東而途經英國領空的客機，亦獲准在海拔20,000尺以上航行。然而，由於冰島的新一輪火山爆發再噴出大量火山灰，預料領空將不能持續重開，對滯留在海外各地的大約150,000名英國旅客幫助有限。有代表航空業界的團體批評政府反應過敏，但政府則重申以乘客安全為優先考慮。BBC （页面存档备份，存于）
- 政府最新數字顯示，消費者物價指數由2月的百分之3急升至3月的百分之3.4，通脹幅度大於預期；另外，包含樓價在內的零售物價指數亦在同期由百分之3.7急升至百分之4.4。BBC （页面存档备份，存于）

## 4月19日
- 皇家海軍派出HMS皇家方舟號、HMS海洋號和HMS亞比安號橫渡英倫海峽往歐洲大陸，接載因航班取消而滯留當地的英國居民。粗略估計現時仍有150,000名英國旅客因為歐洲航空交通癱瘓而滯留海外，英政府現正與西班牙政府商討，擬定先將滯留非洲和亞洲的旅客集中到馬德里，然後再安排集體送返英國本土。BBC （页面存档备份，存于）、泰晤士報 （页面存档备份，存于）
- 政府再度延長封鎖英國領空的期限至夏令時間4月20日上午一時，但運輸大臣艾德思勳爵引述氣象廳消息，冰島埃亞菲亞德拉冰蓋的火山爆發已有減弱跡象，火山灰減少噴發，英國領空有機會在星期二稍後時間逐步重開。英國航空則表示連日來因停駛關係，每日平均損失1,500萬至2,000萬英鎊，迄今累積損失8,000萬英鎊，現正尋求政府及歐盟求助。BBC （页面存档备份，存于）、泰晤士報 （页面存档备份，存于）

## 4月18日
- 冰島的埃亞菲亞德拉冰蓋火山爆發持續，英國和歐洲多國領空繼續受火山灰籠罩，歐洲各國航空交通癱瘓，大批英國旅客滯留本土和海外各地，有滯留在香港的學生擔心不能如期應考GCSE會考和A-Level高考。BBC （页面存档备份，存于）
- 為免飛機航行時因引擎捲入火山灰而故障，有關當局自星期四中午至今已持續發出航空管制，令本土絕大部份航班取消。鑑於火山灰持續籠罩，航空管制現已延長至星期一夏令時間上午一時，並有機會再延長最少數天。運輸大臣艾德思勳爵表示，現已在本土作進一步飛行測試，研究飛機在火山灰籠罩的情況下可否正常飛行，但在以乘客安全為大前提下，飛機現階段有停駛的必要。此外，有航空業界人士透露，今次是西歐各國航班取情的嚴重程度，直迫2001年的九一一事件，擔心會有航空公司因停駛而陷入財困，有可能需要政府救援，甚至有機會對環球經濟構成新一輪衝擊。BBC （页面存档备份，存于）
- 對於有民調顯示自由民主黨支持率在首場大選電視辯論後，由原本的第三位一躍而成為第一，工黨和保守黨不約而同地加以反擊，英揆白高敦批評自民黨的經濟政策「錯誤」，而保守黨黨魁大衛·卡梅倫則強調只有該黨可帶來「真正變革」。至於《星期日鏡報》和《獨立報》委託ComRes進行的最新民意調查顯示，三大黨支持率依次是保守黨的百分之31、自民黨的百分之29和工黨的百分之27。BBC （页面存档备份，存于）

## 4月17日
- 英國和歐洲多國的航空交通繼續受冰島火山爆發漫延的火山灰影響，英國本土大部份領空暫時延長封鎖時間至本周日夏令時間上午七時，全國航空交通陷於癱瘓。BBC （页面存档备份，存于）
- 自民黨支持率在黨魁尼克·克萊格出席三大黨魁首場電視辯論後急升，克萊格表示這反映選民開始相信改變當今政壇生態並非不可能。泰晤士報[]

## 4月16日
- 英國各地機場繼續受冰島火山爆發吹來的火山灰籠罩而被迫關閉，本土大部份領空最快要到本周六夏令時間下午一時才能解封。不過，在北愛爾蘭、蘇格蘭西部和英格蘭西南部等受影響較少的地區，小部份機場可作有限度的升降。BBC （页面存档备份，存于）
- 英國三大黨黨魁昨日出席由ITV第一台舉辦的電視辯論，最高峰時期有990萬人收看，節目後英揆白高敦和保守黨黨魁甘民樂同聲讚揚自民黨黨魁尼克·克萊格表現較優勝。BBC （页面存档备份，存于）

## 4月15日
- 受冰島火山爆發的火山灰南下影響，英國全國所有航班被迫取消，除英國外，愛爾蘭和挪威的所有機場已經關閉，瑞典、丹麥、比利時和荷蘭的所有機場亦將逐步關閉，而芬蘭北部所有機場亦將關閉，各國總共最少有4,000班航班取消或受影響。BBC （页面存档备份，存于）
- 英國三大黨黨魁準備參加由ITV第一台舉行的即場辯論節目，這是三大黨黨魁首次共同出席辯論節目。BBC （页面存档备份，存于）

## 4月14日
- 繼工黨和保守黨後，自民黨亦發表大選競選綱領，強調要為英國締造更公平的未來。BBC （页面存档备份，存于）
- 大型連鎖服裝店Primark受到輿論批評後，宣佈回收一款胸部位置加上厚墊的比堅尼童裝泳衣，部份泳衣更設計讓僅7歲的女童穿著。有關注兒童的團體批評有關泳衣對兒童傳遞不良意識。BBC （页面存档备份，存于）

## 4月13日
- 保守黨黨魁甘民樂在倫敦發表大選綱領，強調要為英國締造更美好的未來，其中的建議包括民眾參與政府施政等。BBC （页面存档备份，存于）
- 蘇格蘭民族黨亦於愛丁堡發表大選綱領，該黨警告政府計劃的削減開支方案，將令蘇格蘭地區流失十萬個職位。BBC （页面存档备份，存于）

## 4月12日
- 英揆白高敦為工黨發表競選綱領，立下不會調高入息稅、加快改善公共服務、以及規定所有外勞必須懂得英語等承諾。BBC （页面存档备份，存于）、泰晤士報 （页面存档备份，存于）
- 位於唐郡的軍情五處北愛爾蘭總部外，在清晨時份遭受汽車炸彈襲擊，愛爾蘭共和軍已承認策動襲擊。BBC （页面存档备份，存于）

## 4月6日
- 英揆白高敦按傳統前往白金漢宮晉見英女皇伊利沙伯二世，奏請解散國會，隨後在全體閣員見證下，在唐寧街10號外宣佈訂於5月6日舉行大選。這將會是白高敦自2007年上任以來首次面對的大選。BBC （页面存档备份，存于）
- 保守黨黨魁在泰晤士河河畔發表競選演說，呼籲選民投保守黨一票，強調英國「應該過得更好，而非讓白高敦執政多五年」。BBC （页面存档备份，存于）

## 4月5日
- 財相戴理德表示，工黨建議僱主為僱員提高國民保險供款比率的方案，不會如保守黨所言會造成職位流失。而自由民主黨則批評保守黨視選民為「白痴」。BBC （页面存档备份，存于）
- 自由民主黨建議政府在未來成立鐵路擴展基金，大規模地重開已關閉的鐵路和火車站，以善用現時的鐵路網絡，而基金會從用作發展道路網絡的30億英鎊公帑扣減補助。皇家汽車會批評有關方案浪費納稅人金錢，指現時汽車佔上百分之90的交通流量，而鐵路只佔百分之7。BBC （页面存档备份，存于）

## 4月4日
- 保守黨黨魁大衛·卡梅倫接受天空新聞台訪問，他強調選民要在臨近的大選選出一屆強而有力的政府，如果大選選出均勢國會將對英國構成損害。BBC （页面存档备份，存于）
- 坎特伯雷大主教羅恩·威廉斯博士表示日前言論無意針對愛爾蘭天主教會，對有關言論令天主教會陷入更大難處感歉意。BBC （页面存档备份，存于）

## 4月3日
- 聖公會坎特伯雷大主教羅恩·威廉斯博士罕有地對愛爾蘭天主教會作出批評，指對方因一連串戀童醜聞而「誠信盡失」。BBC （页面存档备份，存于）、泰晤士報[]
- 保守黨批評英格蘭地區的公立醫院經常拒絕引入新的抗癌藥物，又只向少部份病人提供新藥。保守黨建議醫生應在用藥上有更大決定權，而政府應與藥廠商討如何降低新藥成本。不過衛生部回應指，選配抗癌藥物時，應以藥物對病人的功效大小為優先考慮。BBC （页面存档备份，存于）

## 4月2日
- 對於高等法院以投票結果存在矛盾為理由，禁制鐵路工會原訂在下星期二發動為期四日的全國性罷工，工會方面表示會再就是否罷工舉行投票，最快會在下星期三公佈詳情。BBC （页面存档备份，存于）
- 自本星期二的暴風雪吹襲英國後，北愛爾蘭地區仍有大約10,000戶沒有電力供應，當局已開放緊急庇護中心照顧受影響的居民，紅十字會及不少志願團體亦參與救濟工作。BBC （页面存档备份，存于）

## 4月1日
- 英女皇伊利沙伯二世與皇夫愛丁堡公爵到訪德比大教堂出席復活節禮拜，並向長者派發一年一度的「濯足錢」。派發濯足錢的傳統可上溯至1210年英王約翰在位期間，至今已有800年歷史。泰晤士報[]
- 鐵路工會原定在復活節高峰期發動的全國性罷工出現變數，資方網絡鐵路入稟高等法院，指控工會就是否罷工而舉行的投票，票數出現矛盾，成功申請禁制令禁制罷工。BBC （页面存档备份，存于）

| 依月份排列新聞動態 |
| \| - 2014年英國：1月 - 2月 - 3月 - 4月 - 5月 - 6月 - 7月 - 8月 - 9月 - 10月 - 11月 - 12月 - 2013年英國：1月 - 2月 - 3月 - 4月 - 5月 - 6月 - 7月 - 8月 - 9月 - 10月 - 11月 - 12月 - 2012年英國：1月 - 2月 - 3月 - 4月 - 5月 - 6月 - 7月 - 8月 - 9月 - 10月 - 11月 - 12月 - 2011年英國：1月 - 2月 - 3月 - 4月 - 5月 - 6月 - 7月 - 8月 - 9月 - 10月 - 11月 - 12月 - 2010年英國：1月 - 2月 - 3月 - 4月 - 5月 - 6月 - 7月 - 8月 - 9月 - 10月 - 11月 - 12月 - 2009年英國：1月 - 2月 - 3月 - 4月 - 5月 - 6月 - 7月 - 8月 - 9月 - 10月 - 11月 - 12月 - 2008年英國：1月 - 2月 - 3月 - 4月 - 5月 - 6月 - 7月 - 8月 - 9月 - 10月 - 11月 - 12月 檢閱 \| |
| - 2014年英國：1月 - 2月 - 3月 - 4月 - 5月 - 6月 - 7月 - 8月 - 9月 - 10月 - 11月 - 12月 - 2013年英國：1月 - 2月 - 3月 - 4月 - 5月 - 6月 - 7月 - 8月 - 9月 - 10月 - 11月 - 12月 - 2012年英國：1月 - 2月 - 3月 - 4月 - 5月 - 6月 - 7月 - 8月 - 9月 - 10月 - 11月 - 12月 - 2011年英國：1月 - 2月 - 3月 - 4月 - 5月 - 6月 - 7月 - 8月 - 9月 - 10月 - 11月 - 12月 - 2010年英國：1月 - 2月 - 3月 - 4月 - 5月 - 6月 - 7月 - 8月 - 9月 - 10月 - 11月 - 12月 - 2009年英國：1月 - 2月 - 3月 - 4月 - 5月 - 6月 - 7月 - 8月 - 9月 - 10月 - 11月 - 12月 - 2008年英國：1月 - 2月 - 3月 - 4月 - 5月 - 6月 - 7月 - 8月 - 9月 - 10月 - 11月 - 12月 檢閱       |